# Saint-Martin-d'Hardinghem
Saint-Martin-d'Hardinghem är en kommun i departementet Pas-de-Calais i regionen Hauts-de-France i norra Frankrike. Kommunen ligger i kantonen Fauquembergues som tillhör arrondissementet Saint-Omer. År 2022 hade Saint-Martin-d'Hardinghem 267 invånare.

## Befolkningsutveckling
Antalet invånare i kommunen Saint-Martin-d'Hardinghem
| Referens: INSEE |